# Komisariat Straży Granicznej „Korbielów”
Komisariat Straży Granicznej „Korbielów” – jednostka organizacyjna Straży Granicznej pełniąca służbę ochronną na granicy polsko-czechosłowackiej w latach 1929–1939.

## Formowanie i zmiany organizacyjne
W drugiej połowie 1927 przystąpiono do gruntownej reorganizacji Straży Celnej. W praktyce skutkowało to rozwiązaniem tej formacji granicznej.
Rozporządzeniem Prezydenta Rzeczypospolitej Polskiej Ignacego Mościckiego z 22 marca 1928 roku, do ochrony północnej, zachodniej i południowej granicy państwa, a w szczególności do ich ochrony celnej, powoływano z dniem 2 kwietnia 1928 roku Straż Graniczną.
Rozkazem nr 10 z 5 listopada 1929 roku w sprawie reorganizacji Śląskiego Inspektoratu Okręgowego komendant Straży Granicznej płk Jan Jur-Gorzechowski powołał Komisariat Straży Granicznej „Korbielów”, przydzielił go do Inspektoratu Granicznego nr 17 „Cieszyn”, określił jego numer i strukturę.
Rozkazem nr 2 z 24 sierpnia 1933 roku w sprawach zmian etatowych, przydziałów oraz utworzenia placówek, komendant Straży Granicznej płk Jan Jur-Gorzechowski nakazał utworzyć placówkę I linii „Krzyżówka”. Tym samym rozkazem utworzył placówkę „Szczygłowice” w miejsce placówki II linii.
Rozkazem nr 1 z 29 stycznia 1934 roku w sprawach […] zmian przydziałów, komendant Straży Granicznej płk Jan Jur-Gorzechowski wyłączył placówkę I linii „Zawoja” z komisariatu Straży Granicznej „Jabłonka” i włączył w skład komisariatu Straży Granicznej „Korbielów”.
Rozkazem nr 3 z 23 czerwca 1934 roku w sprawach […] tworzenia i zniesienia posterunków informacyjnych, komendant Straży Granicznej płk Jan Jur-Gorzechowski przeniósł siedzibę placówki „Głuchaczki” do Przyborowa.
Rozkazem nr 2 z 30 listopada 1937 roku w sprawach […] przeniesienia siedzib i likwidacji jednostek, komendant Straży Granicznej płk Jan Gorzechowski przeniósł siedzibę placówki II linii „Korbielów” do m. Jeleśnia.
Rozkazem nr 3 z 8 września 1938 roku w sprawach reorganizacji jednostek na terenach Śląskiego, Zachodniomałopolskiego i Wschodniomałopolskiego okręgu Straży Granicznej, a także utworzenia nowych komisariatów i placówek, komendant Straży Granicznej płk Jan Gorzechowski, działając na podstawie upoważnienia Ministra Skarbu z 14 października 1938 roku, przydzielił komisariat do Obwodu „Żywiec”.

## Służba graniczna
Sąsiednie komisariaty:
- komisariat Straży Granicznej „Rajcza” ⇔ komisariat Straży Granicznej „Jabłonka” – listopad 1929[3]

## Funkcjonariusze komisariatu
| Kierownicy/komendanci komisariatu | Kierownicy/komendanci komisariatu | Kierownicy/komendanci komisariatu |
| stopień                           | imię i nazwisko                   | okres pełnienia służby            |
| --------------------------------- | --------------------------------- | --------------------------------- |
| pkom.                             | Włodzimierz Kozak                 | był II 1933                       |
| pkom.                             | Stanisław Lipski                  | był w 1934                        |
| aspirant                          | Waldemar Grauman                  | 18 II 1938 (1 V 1938)-            |
| Zastępcy komendanta komisariatu   |                                   |                                   |
| starszy strażnik                  | Józef Winzer                      | 1 V 1939 –                        |

## Struktura organizacyjna

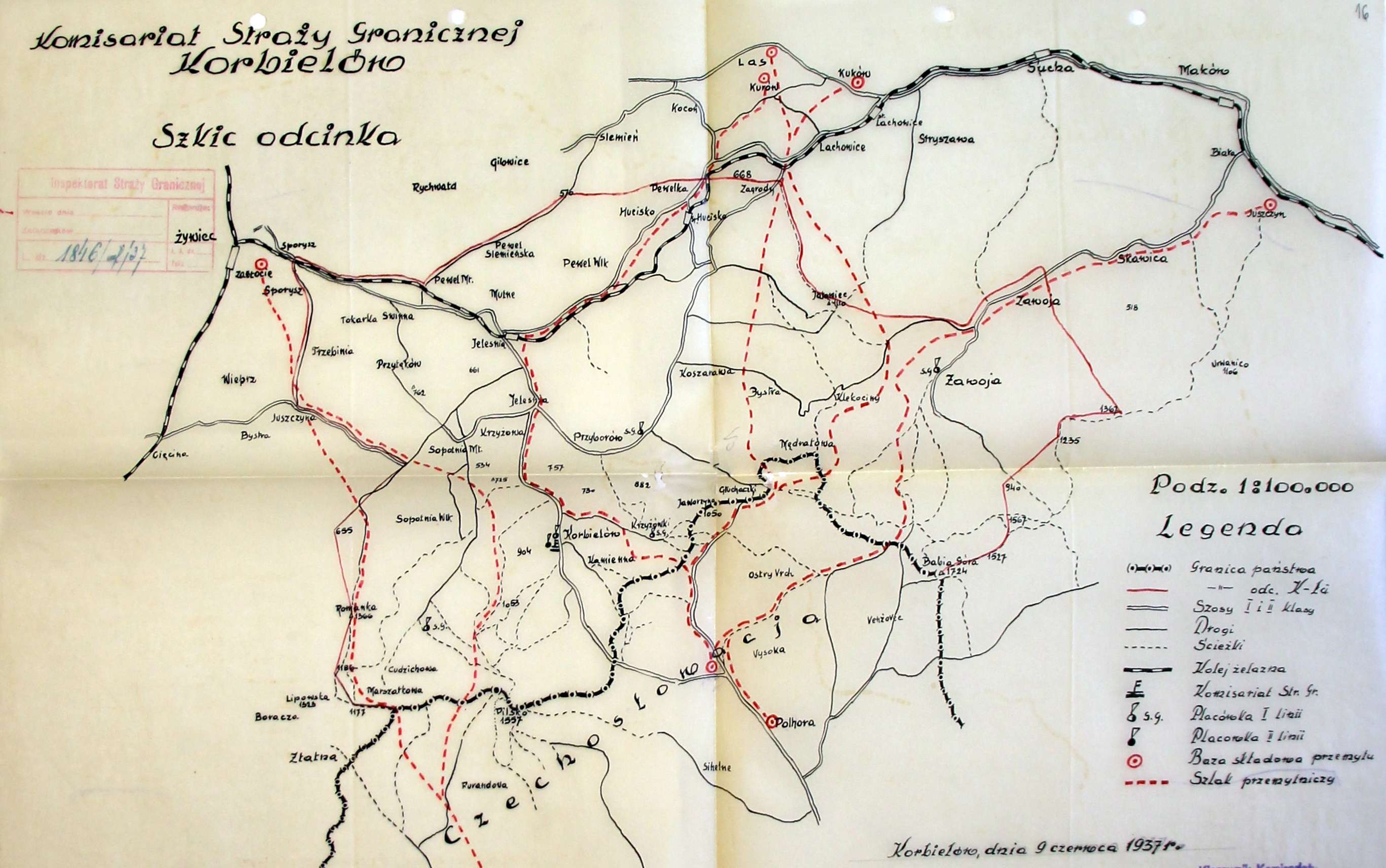
Szkic komisariatu SG „Korbielów”

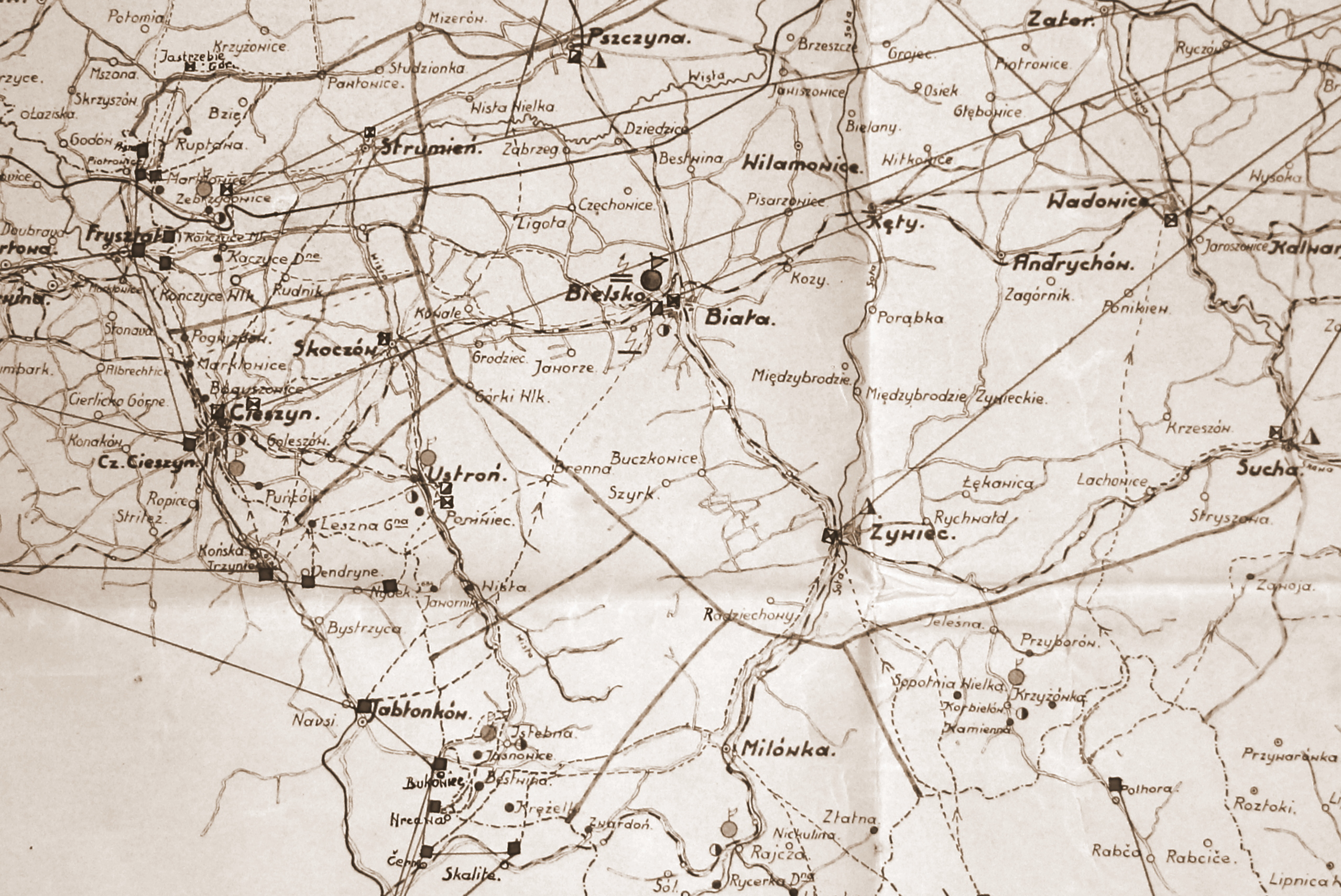
Mapa Inspektoratu „Bielsko” z naniesionymi szlakami i punktami przemytniczymi

Organizacja komisariatu w listopadzie 1929:
- 5/17 komenda – Korbielów
- placówka Straży Granicznej I linii „Sopotnia”
- placówka Straży Granicznej I linii „Kamienna”
- placówka Straży Granicznej I linii „Głuchaczki” → w 1934 przeniesiono do Przyborowa
- placówka Straży Granicznej II linii „Korbielów”

Organizacja komisariatu w 1935:
- komenda – Korbielów
- placówka Straży Granicznej I linii „Sopotnia”
- placówka Straży Granicznej I linii „Kamienna”
- placówka Straży Granicznej I linii „Krzyżówki”
- placówka Straży Granicznej I linii „Głuchaczki”?
- placówka Straży Granicznej II linii „Korbielów” → w 1937 przeniesiona do Jeleśni